# Geotrupes molestus
Geotrupes molestus es una especie de coleóptero de la familia Geotrupidae.

## Distribución geográfica
Habita en el Cáucaso.